# Кастильо-де-Хага
Кастильо-де-Хага (исп. Castillo de Jagua) — форт к югу от Сьенфуэгоса на Кубе. Первоначально он носил название «Кастильо (иногда — Форталеса) де Нуэстра-Сеньора де-лос-анхелес-де-Хага» (Замок или крепость Богоматери Ангелов Хага). Форт был построен в 1742 году. 

## История
Крепость, называемая также замком, была воздвигнута королем Испании Филиппом V  в 1742 году для защиты залива от пиратов, рыскавших в те времена по побережью Карибского моря. Они использовали его как убежище при выходе на берег по пути в город Сьенфуэгос (основанный 22 апреля 1819 года французскими колонистами, граничащий с заливом Хага), в поисках воды, еды и других припасов. А позже крепость также использовалась для прекращения неудержимой контрабандной торговли, которую вели многие жители с моряками-флибустьерами, что в то время было весьма прибыльным занятием.
Строительство этой важнейшей батареи, этого здания, началось в 1733 году и было завершено в 1745 году под руководством военного инженера Жозефа Тантета Дюбрюллера. Его конструкция демонстрирует архитектурные особенности европейского Средневековья, включая сводчатые нефы и окружающий ров, но его адаптация к рельефу местности и геометрическая планировка делают сооружение типичным американским укреплением. Форт построен из твердого известняка, имеет несколько этажей, колодец, сторожевую башню и ров, который никогда не был затоплен. Здесь также имеется подъемный мост в идеальном состоянии, один из последних, пригодных для эксплуатации.
Поскольку прибрежный город Сьенфуэгос был построен в конце 1810-х годов, его гавань, охраняемая крепостью, стала одним из важнейших центров торговли в центральной части Кубы в тот период существования колонии и по сей день остается важным портом для экономики страны.
Публикации и другие графические демонстрации в течение долгого времени способствовали тому, чтобы эти чудеса кубинской колониальной архитектуры не были забыты. к примеру, банкноты номиналом 10 песо, буквы A (красные) и B (зеленые), выпущенные в 1980-х годах и изъятых из обращения «в качестве специального законного платежного средства» в конце 1980-х — начале 1990-х годов; на оборотной стороне этих банкнот изображен рисунок Кастильо-де-Хага, который навсегда увековечен в нумизматической истории Большого острова Антильских островов.
Замок расположен перед входом в бухту. Рядом находится заброшенный Атомный город, который так и не был достроен из-за распада СССР.

## Галерея

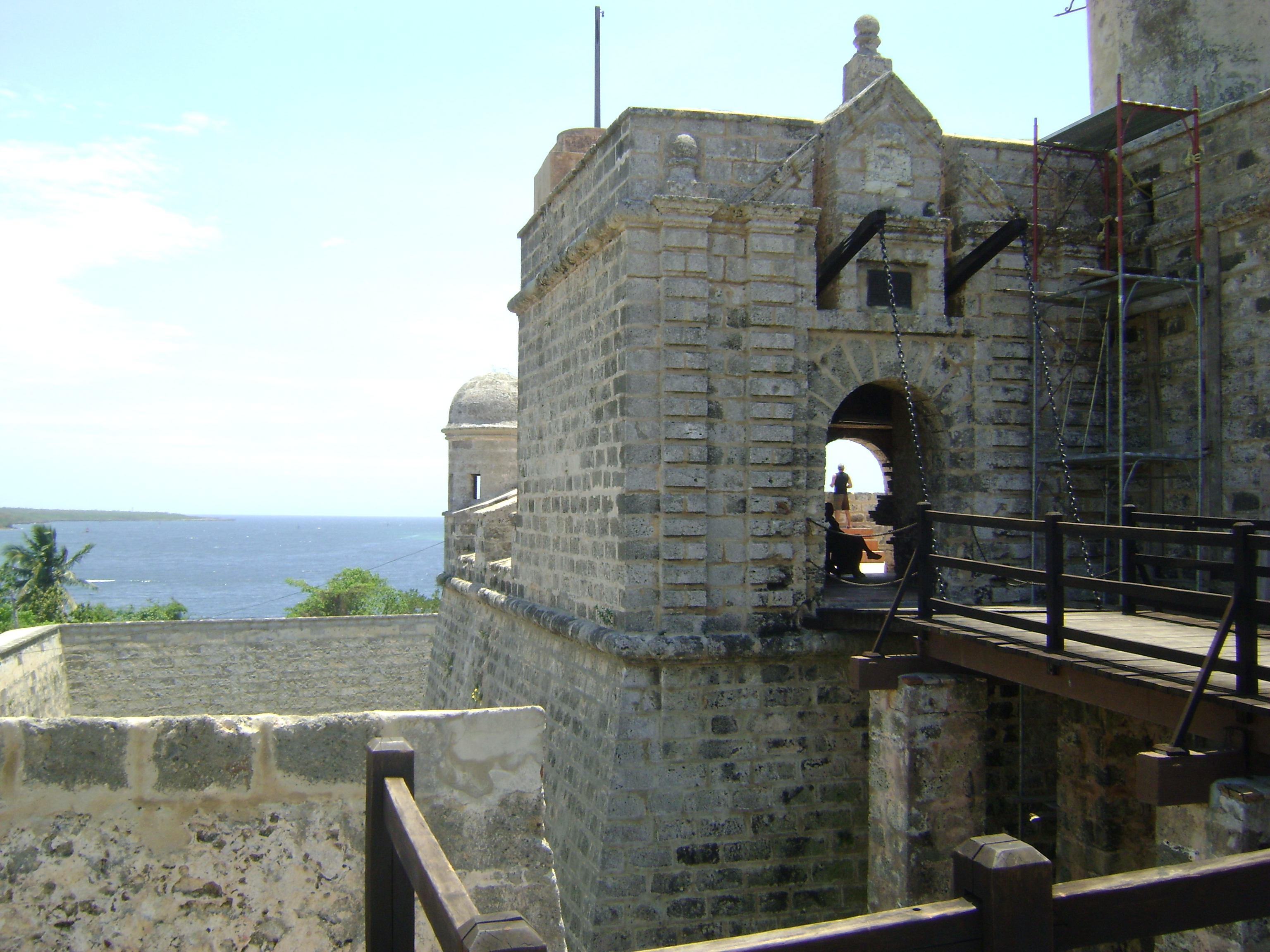

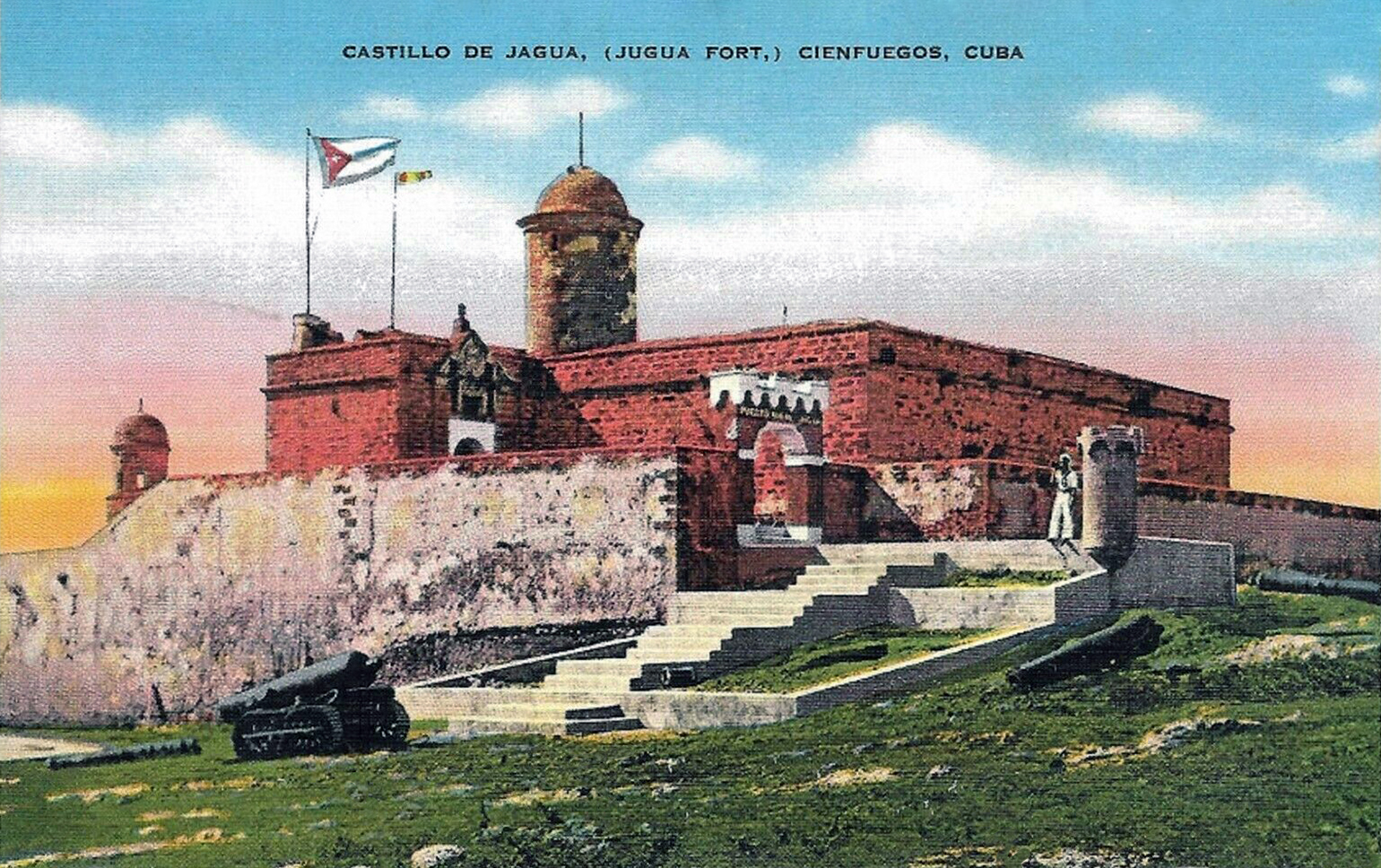

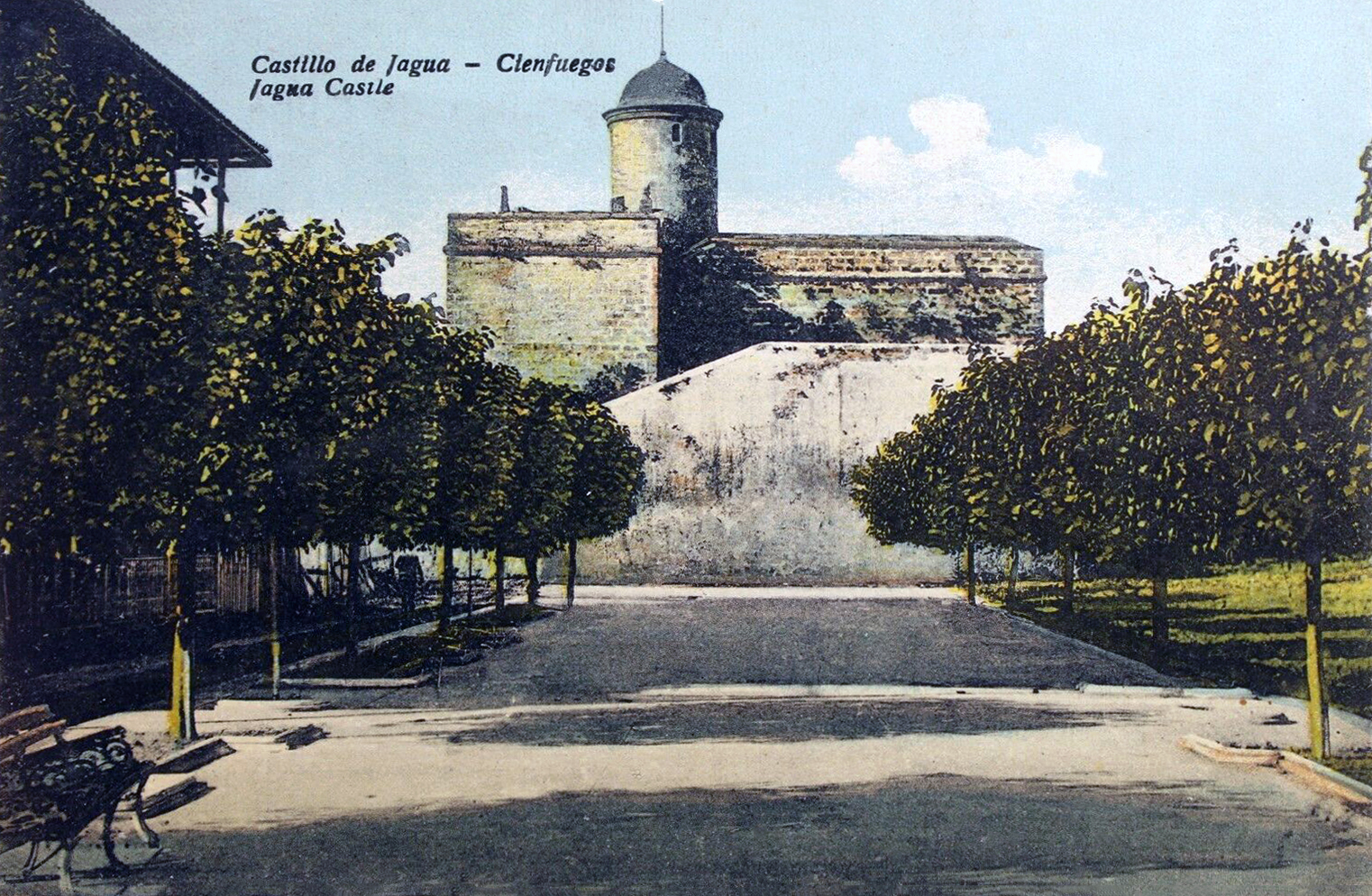